# Tricorynus falli
Tricorynus falli är en skalbaggsart som först beskrevs av Maurice Pic 1905.  Tricorynus falli ingår i släktet Tricorynus och familjen trägnagare. Inga underarter finns listade i Catalogue of Life.